# Grebenau
Grebenau – miasto w Niemczech, w kraju związkowym Hesja, w rejencji Gießen, w powiecie Vogelsberg.